# Extra-articulaire aandoening
Een Extra-articulaire aandoening is een aandoening rond een gewricht. Meestal gaat het om steriele ofwel niet-infectueuze ontsteking van een botvlies.